# Alloperla thompsoni
Alloperla thompsoni är en bäcksländeart som beskrevs av Nelson, C.H. och Paul E. Hanson 1968. Alloperla thompsoni ingår i släktet Alloperla och familjen blekbäcksländor. Inga underarter finns listade i Catalogue of Life.